# Chen Min'er
Chen Min'er är en kinesisk kommunistisk politiker på ledande nivå. Han är partichef i Tianjin och är sedan oktober 2017 ledamot i politbyrån i Kinas kommunistiska parti.